# Korado Korlević
Korado Korlević és un astrònom croat. Va néixer a Poreč, Croàcia el 1958, i és un dels astrònoms més importants del seu país. És el descobridor d'un gran nombre d'asteroides i alguns estels.

## Premis i honors
- Premi de la ciutat de Poreč "Sant Mauro"
- L'asteroide Korado pren el seu nom en el seu honor.
- Premi Edgar Wilson 1999
- Premi Edgar Wilson 2000
- Premi Ivan Filipović 2002